# Asha Parekh
Asha Parekh (2 ottobre 1942) è un'attrice indiana.

## Filmografia parziale
- Maa, regia di Bimal Roy (1952)
- Baap Beti, regia di Bimal Roy (1954)
- Dil Deke Dekho, regia di Nasir Hussain (1959)
- Jab Pyar Kisi Se Hota Hai, regia di Nasir Hussain (1961)
- Phir Wohi Dil Laya Hoon, regia di Nasir Hussain (1963)
- Teesri Manzil, regia di Vijay Anand (1966)
- Do Badan, regia di Raj Khosla (1966)
- Baharon Ke Sapne, regia di Nasir Hussain (1967)
- Pyar Ka Mausam, regia di Nasir Hussain (1969)
- Chirag, regia di Raj Khosla (1969)
- Pagla Kahin Ka, regia di Shakti Samanta (1970)
- Caravan, regia di Nasir Hussain (1971)
- Kati Patang, regia di Shakti Samanta (1971)
- Main Tulsi Tere Aangan Ki, regia di Raj Khosla (1978)
- Manzil Manzil, regia di Nasir Hussain (1984)
- Sharavegada Saradara, regia di K. V. Jayaram (1989)

## Premi
Lista parziale:

- Gujarat State Award "Best Actress" (Akhand Saubhagyavati) (1963)
- Filmfare Best Actress Award (Kati Patang) (1971)
- Padma Shri (Arts) (1992)
- Filmfare Lifetime Achievement Award (2002)
- Indian Motion Picture Producers' Association (IMPPA) felicitated Parekh ("Outstanding contribution to the Indian film industry") (2003)
- Kalakar Awards – "Lifetime Achievement Award" (2004)
- International Indian Film Academy Awards ("Outstanding achievement in Indian cinema") (2006)
- Kalakar Awards – "Living Legend Award" (2018)